# Electronics (revista)
Electronics é uma revista comercial americana descontinuada que cobre a indústria de rádio e indústrias subsequentes de 1930 a 1995. Sua primeira edição é datada de abril de 1930. O periódico foi publicado com o título Electronics até 1984, quando foi alterado temporariamente para ElectronicsWeek, mas foi então revertido para o título original Electronics em 1985. Os ISSN para os períodos correspondentes são: ISSN 0013-5070 para as edições de 1930-1984, ISSN 0748-3252 para as edições de 1984-1985 com o título ElectronicsWeek e ISSN 0883-4989 para as edições de 1985-1995. Foi publicado pela McGraw-Hill até 1988, quando foi vendido para a empresa holandesa VNU. A VNU vendeu suas revistas eletrônicas americanas para a Penton Publishing no ano seguinte.
Geralmente uma revista bimestral, sua frequência e contagem de páginas variavam com o estado da indústria, até seu fim em 1995. Mais do que sua principal rival, a Electronic News, equilibrou seu apelo a interesses gerenciais e técnicos (na época de sua reforma em 1992, ela se descreveu como uma revista para gerentes). A revista é mais conhecida por publicar o artigo de 19 de abril de 1965 do cofundador da Intel, Gordon Moore, no qual ele descreveu o que veio a ser conhecido como Lei de Moore.

## A caça da Intel ao artigo original de Moore
Em 11 de abril de 2005, a Intel postou uma recompensa de US$ 10 000 por uma cópia original e imaculada da Electronics Magazine, onde o artigo de Moore foi publicado pela primeira vez. A caçada foi iniciada em parte porque Moore perdeu sua cópia pessoal depois de emprestá-la. A Intel pediu um favor ao vizinho do Vale do Silício e site de leilões eBay, tendo um aviso publicado no site. O porta-voz da Intel explicou: "Estamos meio esperançosos de que isso comece um pouco de uma caça ao tesouro para a comunidade de engenharia do Vale do Silício, e esperamos que alguém tenha isso escondido em uma caixa no canto de sua garagem. Achamos que é uma peça importante da história, e adoraríamos ter uma cópia original".
Logo ficou evidente para os bibliotecários que suas cópias do artigo corriam o risco de serem roubadas, então muitas bibliotecas (incluindo a Duke University e a University of North Carolina at Chapel Hill) localizaram e protegeram os artigos. A University of Illinois at Urbana-Champaign não teve tanta sorte, no entanto, como no dia seguinte à Intel anunciou a recompensa, eles descobriram que uma das duas cópias que possuíam estava faltando. A Intel afirmou que só comprará cópias do artigo das próprias bibliotecas, e que seria fácil determinar como a maioria das bibliotecas vincula suas revistas antigas, exigindo o corte do artigo do livro encadernado se um ladrão vendesse o artigo.
A Intel finalmente concedeu o prêmio a David Clark, um engenheiro que mora em Surrey, Inglaterra, que tinha décadas de edições antigas de eletrônica armazenadas sob suas tábuas de chão.

## Primeiro uso de E-mail como abreviação
O Oxford English Dictionary (OED) cita o primeiro uso da abreviatura E-mail na edição de junho de 1979: "Postal Service pushes ahead with E-mail".  A manchete era em referência à iniciativa do Serviço Postal dos Estados Unidos chamada E-COM, que foi desenvolvida no final da década de 1970 e operada no início da década de 1980. Nenhum uso anterior foi encontrado, e o primeiro uso do termo e-mail pode ser irremediavelmente perdido.
A CompuServe renomeou seu serviço de correio eletrônico como EMAIL em abril de 1981, o que popularizou o termo.